# Hrachik Javakhyan
Hrachik Javakhyan (en arménien Հրաչիկ Ջավախյան) est un boxeur arménien né le 6 juillet 1984 à Kirovakan.

## Carrière
Médaillé d'argent aux championnats d'Europe de boxe amateur à Plovdiv en 2006 en poids légers, il remporte la médaille de bronze de la catégorie aux Jeux olympiques d'été de 2008 à Pékin. En 2010, Javakhyan devient champion d'Europe à Moscou dans la catégorie super-légers. 